# دانه‌خوار ماندابی
دانه‌خوار مانداب یا دانه‌خوار مرداب (نام علمی: Sporophila palustris) نام یک گونه از سرده دانه‌خوارهای اصلی است.